# Ошимъёга
Ошимъёга (устар. Ошим-Ега) — река в Ханты-Мансийском автономном округе России. Устье реки находится в 4 км по правому берегу реки Янгуловская. Длина реки составляет 24 км.

## Данные водного реестра
По данным государственного водного реестра России относится к Иртышскому бассейновому округу, водохозяйственный участок реки — Иртыш от впадения реки Тобол до города Ханты-Мансийск (выше), без реки Конда, речной подбассейн реки — бассейны притоков Иртыша от Тобола до Оби. Речной бассейн реки — Иртыш.
Код объекта в государственном водном реестре — 14010700112115300018239.